# فردریک اوپگورد
فردریک اوپگورد (نروژی: Fredrik Oppegård؛ زادهٔ ۷ اوت ۲۰۰۲) بازیکن فوتبال اهل نروژ است.
وی همچنین در تیم‌های ملی فوتبال زیر ۱۵ سال نروژ، زیر ۱۶ سال نروژ، زیر ۱۷ سال نروژ، زیر ۱۸ سال نروژ و زیر ۲۱ سال نروژ بازی کرده‌است.